# Cyprien Katsaris
Cyprien Katsaris (nacido el 5 de mayo de 1951 en Marsella, Francia) es un pianista y compositor franco-chipriota.

## Biografía
Comienza su formación musical a la edad de 4 años con María-Gabrielle Louwerse en Camerún, donde pasa su infancia. Cuando posteriormente su familia se instala en París, Katsaris continúa su formación en el Conservatorio nacional superior de música y danza de París en 1965. Estudia piano con Aline van Barentzen y Mónica Bruchollerie. Al siguiente año gana el primer premio de piano, en 1969 y consigue una habilitación como músico obteniendo también el primer premio nuevamente al año siguiente, en 1970. Adquiere a partir de esta fecha numerosas becas internacionales (como la Internacional Young Interpreters Rostrum-Unesco) y nuevos premios, como el primer Premio a la Ayuda Internacional. Además, ha sido el único pianista de Europa occidental laureado por Beca musical internacional Reine-Élisabeth-de-Belgique en el año 1972.
El talento de Katsaris ha sido destacado por famosos músicos, como Olivier Messiaen: «Tuve la oportunidad de escuchar a Cyprien Katsaris en su interpretación deslumbrante del Concierto para piano y orquesta nº3 de Rachmaninov. Su interpretación fue muy observada por todos mis sentidos». De ello Messiaen extrajo la siguiente conclusión: «posee una técnica de acero, llena de entusiasmo, con una fuerza y autoridad grandes y llena de brillo. Esto, por fin, hace de Cyprien Katsaris un maravilloso pianista, y tengo la más entera confianza en su futuro». En efecto, este pianista está avalado por su técnica por todos los más grandes directores e intérpretes (Eugene Ormandy, Leonard Bernstein, Nikolaus Harnoncourt, Simon Rattle, Christoph von Dohnányi, Charles Dutoit, Mstislav Rostropóvich, Kent Nagano, etc.) y grandes orquestas de todo el mundo.
Trabajador infatigable, se interesa por todas las obras y músicos en su haber pianístico. Interpreta obras pertenecientes un largo espectro temporal, que va desde Bach hasta Prokófiev, si bien la ejecución de obras posteriores a este último son menos frecuentes. También se puede resaltar su predilección para las transcripciones, pues grabó las correspondientes a las nueve sinfonías de Ludwig van Beethoven (transcritas por Franz Liszt), entre muchas de otras transcripciones de Johann Sebastian Bach o Wolfgang Amadeus Mozart.
Su técnica destaca por su virtuosismo, pero sobre todo, por su suavidad y sensualidad. Otra característica de Cyprien Katsaris es su manera de destacar en las obras aspectos no destacados por la mayoría de los pianistas, como es el caso de determinadas melodías de voces intermedias, y de ofrecer al público varias formas de tocar una misma obra, como hacía el mismo Frédéric Chopin. Como pianista también se desvía de las opiniones críticas. Tampoco hay que olvidar las improvisaciones que espontáneamente realiza en los conciertos que interpreta.
Para terminar de trazar el retrato de Cyprien Katsaris, es necesario mencionar que posee un sello de grabación propio, denominado Piano 21. Este nuevo sello fue fundado por el pianista el uno de enero de 2000 y en él publica sus interpretaciones y composiciones.

## Discografía
Discografía completa de las grabaciones bajo la etiqueta de Piano 21:
1. KR 622 : Allegro. The Original Motion Picture Soundtrack
2. P21 001 : Beethoven • The Creatures of Prometheus, op. 43
3. P21 003 • (2 CD) : In Memoriam Chopin 150th Anniversary • Live at Carnegie Hall, New York City
4. P21 004 : Sergei Bortkiewicz • Piano Works
5. P21 007 : Bach Recital • Vol. 1 • Original Works
6. P21 009-N : The Complete Mozart Piano Concertos • Vol. 1
7. P21 010-N : The Complete Mozart Piano Concertos • Vol. 2
8. P21 011-N : Live at Festival International d’Echternach (Luxembourg) • 7 July 1979 • A Film by Claude Chabrol
9. P21 012-N : Live at Carnegie Hall, New York City • In Memoriam Chopin • 17 October 1999
10. P21 013 : Bach & Sons • 5 Piano Concertos
11. P21 014-A : Beethoven • Concerto No. 3 op. 37 • Sonatas Nos. 31 & 12
12. P21 015 : A Tribute to Cyprus
13. P21 016-A : Schumann • Vol. 1 • Live Recordings
14. P21 017-N : Bach • Vol. 2 • Transcriptions
15. P21 018 : Mozart Transcriptions
16. P21 019 : The Mozart Family
17. P21 020-A • (2 CD) : Russian Music • Vol. 1
18. P21 021-N : The Complete Mozart Piano Concertos • Vol. 3
19. P21 022-A : Liszt • Vol. 10 Liszt I • The Philadelphia Orchestra, Eugene Ormandy
20. P21 023-A • (2 CD) : Scriabin • Vol. 19 • The Complete Dances
21. P21 024-A • (2 CD) : French Music • Vol. 2 • De Louis XIII à Boulez
22. P21 025-N : The Complete Mozart Piano Concertos • Vol. 4
23. P21 026-N : The Complete Mozart Piano Concertos • Vol. 5
24. P21 027-A • (2 CD) : Mikis Theodorakis • Vol. 20 Theodorakis • Works for piano & orchestra
25. P21 028-A : Grieg • Vol. 18 • Concerto & Piano Works
26. P21 029-A : Live at International Tchaikovsky Competition • Vol. 21 • Moscow 1970
27. P21 030-N : Piano Rarities • Vol. 1 • Transcriptions
28. P21 031-N : The Complete Mozart Piano Concertos • Vol. 6
29. P21 032-N : Album d’un Voyageur • Vol. 1 • EUROPE
30. P21 033-N • (2 CD) : Viennese Connections • Beethoven • Schubert Hüttenbrenner • Diabelli • Liszt
31. P21 034-N : Live in Shanghái • 4 October 2005 • The International Piano Festival of Shanghái Conservatory of Music
32. P21 035-N : Live in Shanghái • 2 October 2007 • The International Piano Festival of Shanghái Conservatory of Music
33. P21 036-A : Cyprien Katsaris Archives • Vol. 16 • Schumann II
34. P21 037-N : Piano Rarities • Vol. 2 • Compositeurs français
35. P21 038-N : Chopin, Concerto n° 2 en fa mineur, op. 21 | les 4 versions
36. P21 039-N : The Complete Mozart Piano Concertos • Vol. 7
37. P21 041-N : Katsaris plays Liszt • Vol. 1
38. P21 042-A : Cyprien Katsaris Archives • Vol. 8 • Schubert
39. P21 043-N : Katsaris plays Chopin • Live Recordings
40. P21 044-N : Hélène Mercier/Cyprien Katsaris • Brahms : Sonata for 2 pianos • Schumann/Clara Schumann : Piano Quintet 4 hands